# Russisch-Persische Kriege
Die Russisch-Persischen Kriege waren eine Reihe von fünf Kriegen, die zwischen dem Russischen Reich und Persien im 18. und 19. Jahrhundert ausgefochten wurden. Mit Ausnahme des ersten Krieges entschied Russland alle Auseinandersetzungen für sich.
Diese Reihe setzt sich aus folgenden zusammen:
- Russisch-Persischer Krieg (1651–1653)
- Russisch-Persischer Krieg (1722–1723)
- Russisch-Persischer Krieg (1796)
- Russisch-Persischer Krieg (1804–1813)
- Russisch-Persischer Krieg (1826–1828)